# 알자지라 잉글리시
알자지라 잉글리시(Al Jazeera English)는 카타르의 방송 채널로, 24시간 방송되는 영어 뉴스 채널이다. 2006년 시작되었다.